# Hasna Larti
Hasna Larti est une haltérophile et boxeuse marocaine née le 15 août 1999.

## Biographie

### Carrière en haltérophilie
Hasna Larti participe aux Championnats d'Afrique d'haltérophilie 2019 au Caire dans la catégorie des moins de 64 kg, terminant à la huitième place. Aux Jeux africains de la même année à Rabat, elle termine sixième du concours des moins de 71 kg.

### Carrière en boxe
Hasna Larti est médaillée d'or dans la catégorie des poids mi-lourds aux Championnats d'Afrique de boxe amateur 2024 à Kinshasa.
Elle est médaillée de bronze dans la même catégorie  aux championnats du monde féminins de boxe amateur 2025 à Niš.